# El poder del amor (serie de televisión)
El poder del amor es una serie de televisión de antología dramática mexicana producida por Genoveva Martínez para TV Azteca en el 2002, siendo el debut de Martínez como productora ejecutva. La serie es una ídea original de Elisa Salinas, teniendo solamente dos temporadas. Se estrenó a través de Azteca Trece con la primera temporada el 31 de marzo de 2003, retomando el espacio para ficciones que dejó vacante Vivir así, y finalizó el 6 de junio del mismo año siendo reemplazado por Mirada de mujer, el regreso. Su segunda temporada se estrenó en el mismo canal el 21 de julio de 2003 en sustitución de Un nuevo amor y finalizó el 15 de agosto del mismo año siendo reemplazado por La hija del jardinero.

## Premisa
El poder del amor presenta historias en la que se dramatizan todas las pasiones y desencuentros que viven las parejas y la forma en que éstas consiguen librar los obstáculos que impiden la consumación del amor.
Los besos, la caricias, el sexo, la confianza, la honestidad son los valores que se tratan de resaltar y que buscan combatir todas las inseguridades y desconfianzas que tienen las parejas en donde sólo con el verdadero amor podrán lograrlo.

## Reparto
En cada episodio tuvo como invitados actores que aparecido en la televisión, como:
- Andrea Noli
- Daniel Martínez
- Paloma Woolrich
- Ernesto Godoy
- Lariza Mendizabal
- Alma Rosa Añorve
- Lisette Cuevas
- Sergio Klainer

## Listado de emisión
| Temporada | Temporada | Episodios | Episodios | Emisión original    | Emisión original     |
| Temporada | Temporada | Episodios | Episodios | Primera emisión     | Última emisión       |
| --------- | --------- | --------- | --------- | ------------------- | -------------------- |
|           | 1         | 50        | 50        | 31 de marzo de 2003 | 6 de junio de 2003   |
|           | 2         | 20        | 20        | 21 de julio de 2003 | 15 de agosto de 2003 |